# Brice Oligui
Brice Clotaire Oligui Nguema (Ngouoni, 3 de marzo de 1975) es un militar y político gabonés, con el rango de general de brigada. Se desempeña como el actual presidente de Gabón desde 2025 habiendo desempeñado previamente este cargo en una capacidad transitoria desde 2023 y también fue el presidente del Comité para la Transición y la Restauración de las Instituciones de 2023 a 2025 y Comandante en Jefe de la Guardia Republicana Gabonesa desde 2020.
Oligui es miembro de la familia Bongo y desempeñó un papel clave en el derrocamiento de su primo Ali Bongo durante el golpe de Estado de 2023. Se postuló a la presidencia en las elecciones presidenciales de 2025 y fue elegido con más del 90% de los votos.

## Biografía
Nació el 3 de marzo de 1975, en la comuna gabonesa de Ngouoni. Hijo de padre oficial militar Fang y de madre Teke, que lo crio en Haut-Ogooué. Está relacionado con la familia de los expresidentes Omar y Ali Bongo. Estudió en la Universidad Omar Bongo.

## Trayectoria
Estudió en la Real Academia Militar de Meknes (Marruecos). Se desempeñó como ayudante de campo del presidente Omar Bongo hasta su muerte en 2009. Luego sirvió como agregado militar en las embajadas de Gabón en Marruecos y Senegal.
En octubre de 2018, fue llamado a Gabón, donde reemplazó al medio hermano del presidente Ali Bongo, el coronel Frédéric Bongo al frente del servicio de inteligencia de la Guardia Republicana: la Dirección General de Servicios Especiales (DGSS). Luego fue ascendido a general en abril de 2019. En 2021, reinició notablemente la Operación Mamba.
Asumió el mando de la Guardia Republicana de Gabón en abril de 2020, en sustitución del general Grégoire Kouna, primo del entonces presidente Ali Bongo. Reformó significativamente la Sección de Intervenciones Especiales (SIS), una unidad especial colocada bajo la autoridad directa del Presidente, incrementándola de alrededor de treinta a más de 300 elementos. También compuso una canción que incluía la frase "Defendería a mi presidente con honor y lealtad".
Según una investigación del Proyecto de Denuncia de Corrupción y Crimen Organizado (OCCRP) de 2020, posee varias propiedades en los Estados Unidos por valor de más de 1 millón de dólares y también ayudó a expandir los negocios de los Bongo en el extranjero. Cuando se le preguntó sobre estos tratos, dijo que eran un "asunto privado".
Los funcionarios del régimen de Bongo y otras personas que habían interactuado con Oligui lo describieron como "un hombre bastante inteligente, con quien era fácil hablar", "discreto" y "un hombre de consenso" que es "muy apreciado por sus hombres".
En marzo de 2025, Oligui anunció que se presentaría como candidato a la presidencia por derecho propio en las elecciones presidenciales gabonesas de 2025, el 12 de abril.  En el período previo a las elecciones, Oligui creó su plataforma política, la Agrupación de Constructores .  Fue elegido con el 90,35% de los votos.

## Golpe de Estado de 2023 y presidencia
Tras el golpe de Estado de 2023 que derrocó al presidente Ali Bongo, el Comité para la Transición y la Restauración de las Instituciones nombró a Oligui presidente interino de Gabón en un anuncio transmitido por la televisión estatal. Más tarde fue visto sobre los hombros de personal del ejército jubiloso llamándolo "presidente".
En una entrevista con Le Monde más tarde ese día, se refirió a Bongo como "retirado" y dijo que los militares habían dado el golpe debido al descontento que había ido creciendo en el país desde el derrame cerebral de Bongo en 2018, su decisión de postularse para un tercer mandato, el desprecio de la constitución del país y del desarrollo de las elecciones. Su nombramiento como presidente interino fue posteriormente confirmado por otros generales, mientras que un portavoz de la junta dijo que asumiría formalmente el cargo de "presidente de transición" en la sede del Tribunal Constitucional el 4 de septiembre.
En octubre de 2023, Oligui anunció que renunciaría a su sueldo como presidente y dependería en cambio de su salario como comandante de la Guardia Republicana.
En marzo de 2025, Oligui anunció que se presentaría como candidato a la presidencia por derecho propio en las elecciones presidenciales gabonesas de 2025 el 12 de abril.  En el período previo a las elecciones, Oligui creó su plataforma política, Agrupación de Constructores.  Fue elegido con el 90,35% de los votos y tomó posesión el 3 de mayo.